# ウクライナの国家復興
ウクライナの国家復興（ウクライナ語: Українське національне відродження）は、現在のウクライナの領土が18世紀末にロシア・ツァーリ国、ポーランド・リトアニア共和国、オーストリア帝国、ハンガリー王国に分割されていた頃に起きた民族運動のことを指す。

## 概要
この運動はウクライナ人の蜂起軍、ハイダマーカによって引き起こされたコリーイの乱を発端とした。
この頃、ウクライナの民族運動はほとんど抑圧され抵抗組織は地下に隠れていた。ポーランド・リトアニア共和国で発生した最大のコサック反乱フメリニツキーの乱によって誕生したヘーチマン国家もコサック運動と共に消滅した。
そんな状況にもかかわらず、イヴァン・コトリャレーウシキーの作品がそのうちの近代ウクライナ文学の始まりであると考えられている。そのようなムィハーイロ・フルシェーウシクィイといったウクライナの歴史家は、この時代を3つの段階に分けている。第一は18世紀末から1840年代、第二は1840年代から1850年代、第三は19世紀の後半と分けられている。

## ノーウホロド＝シーヴェルシクィイ愛国会
ノーウホロド＝シーヴェルシクィイ愛国会は1812年ロシア戦役より前にロシア帝国のノーウホロド＝シーヴェルシクィイ（現ウクライナ領）で結成された。1791年、ワシリー・カプニストのベルリン秘密使節団がこの会と密接な関係にあったと推測されている。

## 聖キリルとメディウスの同胞団
聖キリルとメディウスの同胞団は、キエフに拠点を置き12人のメンバーで構成されたロシア帝国の地下組織だったが短期間しか存在しなかった。しかし、その汎スラヴ主義の思想はメンバーの間で人気を博した。

## クロマーダ
クロマーダ（ウクライナのコミュニティ）のネットワークは、聖キリルとメディウスの同胞団の消滅後すぐに組織され、ウクライナで起きたフロポマニア運動に大きな影響を受けていた。このようなクロマーダは最初にロシア帝国の首都サンクトペテルブルクで現れた。多くのメンバーは、1861-62年に発行されたウクライナの雑誌『オスノヴァ』の編集者であった。サンクトペテルブルク・クロマーダのメンバーの中には、ウラジーミル・レオントヴィッチ、ピョートル・ステブニツキーなどがいた。しかし、最も影響力のあったクロマーダはキエフに出現し、そのメンバーにはウラジーミル・アントノヴィッチ、ミコラ・リセンコなどがいた。古フロマーダとも呼ばれるキエフ・フロマーダは、ウクライナ民主党、革命ウクライナ党、プロスヴィータ（啓蒙）など、ロシア帝国下のウクライナのグベールニヤにあった多数のウクライナの政治・文化団体の出現に重要な役割を果たした。いくつかの強力なクロマーダは、オデッサ、ハルキウ、チェルニーヒウ、ポルタヴァなどに存在していた。